# 广体叶蝉属
广体叶蝉属（学名：Macropsidius）为叶蝉科的一个属。

## 下属物种
本属包括以下物种：
- 尼日尔广体叶蝉 Macropsidius niger Matsumura
- 多叉广体叶蝉 Macrpsidius duuschulus Dlabola